# 통성기도
통성기도(通聲祈禱)는 기독교에서 사용되는 기도의 한 방식으로, 크게 목소리를 내어 기도를 하는 행위를 가리킨다. 개신교, 특히 한국의 개신교 예배 및 집회에서 이루어지는 기도 양식으로 영어권에서는 이와 같은 통성기도를 한국식 기도 (Korean prayer)라 칭하기도 한다. 대개 낮은 목소리로 일정한 기도문을 읽거나 형식에 맞춰 기도를 하는 가톨릭의 염경기도와는 형식적 차이가 있다.
예수가 말한 것으로 알려진 "너는 기도할 때에 네 골방에 들어가 문을 닫고 은밀한 중에 계신 네 아버지께 기도하라 은밀한 중에 보시는 네 아버지께서 갚으시리라,또 기도할 때에 이방인과 같이 중언부언하지 말라 그들은 말을 많이 하여야 들으실 줄 생각하느니라"는 기도의 방법과 다른 통성기도는 1907년 길선주 목사가 평양 부흥회 당시에 처음 도입한 것으로 알려져 있다. 고신대학교 이상규 교수는 길선주가 개신교 목사가 되기 전에 도교, 불교 등 여러 다른 종교를 접한 경력이 있다는 점을 고려할 때 그가 창안한 통성기도와 새벽기도 또한 도교와 불교의 영향을 받았을 것이라는 의견을 냈다.
기도를 시작할 때 소리내어 큰소리로 "주여"를 1번에서 많게는 3번까지 직접 외치며, 기도 시간이나 기도를 하는 양식은 인도자나 신자 개개인별로 다르다. 신도들은 입으로 궁시렁거리며 기도할 때의 자세는 다양하지만, 팔을 위로 뻗거나 옆으로 치들어 흔드는 자세로 기도를 하는 것이 보통이다. 감리교, 순복음교회에서는 통성기도를 적극적으로 강조하며, 통성기도 와중의 방언을 "성령의 은사"로 규정하기도 한다.

## 같이 보기
- 기도